# Gamla testamentet

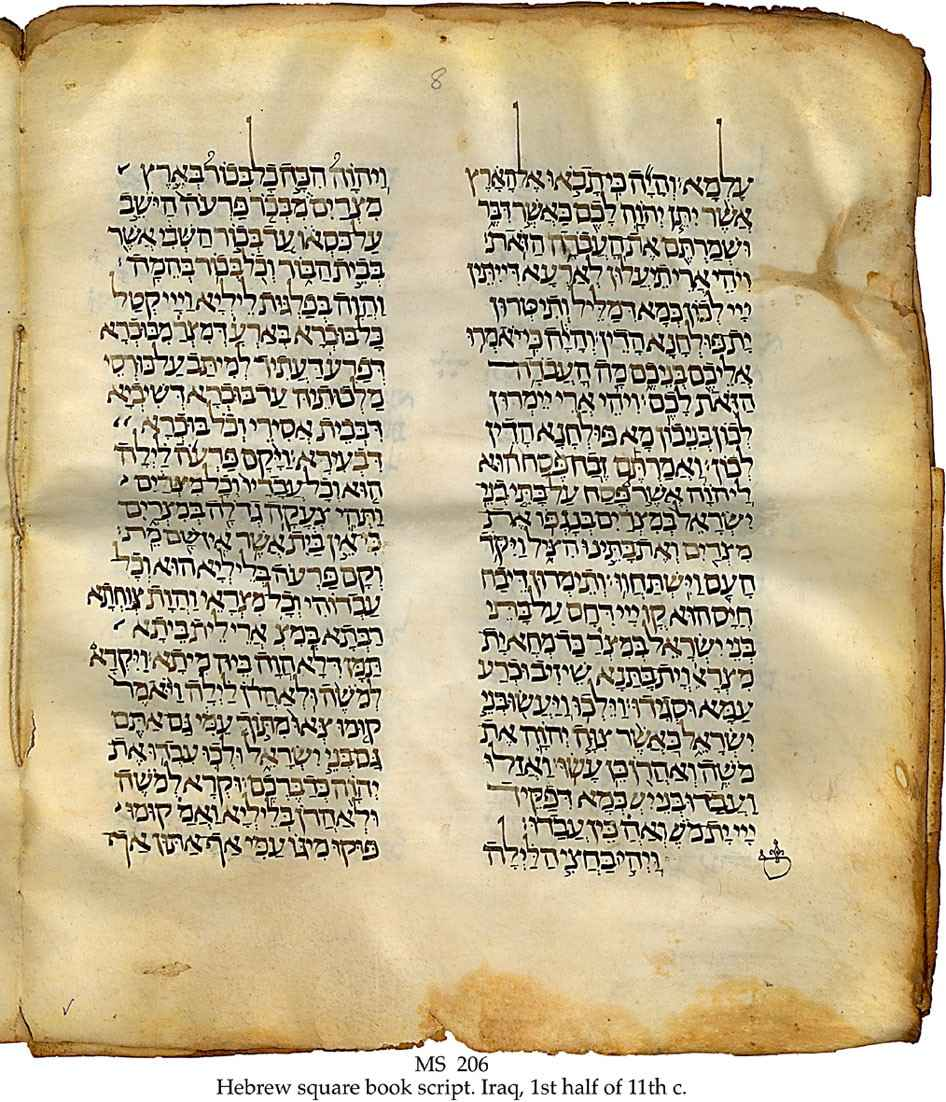
Ett blad ur en utgåva från 1000-talet av Targum.

Gamla testamentet, även Gamla Testamentet och förkortat GT, är den första delen av den kristna kyrkans bibel som innehåller kyrkans kanon, det vill säga grundläggande rättesnören, regler och normer. Gamla testamentet består av flera separata skrifter, olika många i olika kristna traditioner. De skrifter som enligt protestantisk tradition ingår i Gamla testamentet är helig skrift inom både judendomen och kristendomen. Skrifternas ordningsföljd är inte densamma inom kristendomen och judendomen.
Inom den romersk-katolska kyrkan och inom den Östliga kyrkan räknar man till kanon en del skrifter från grekiska handskrifter som inte ingår i den Hebreiska bibeln Tanakh eller Gamla testamentet enligt protestantisk tradition. Se artikeln Gamla testamentets kanon för en detaljerad beskrivning.
När beteckningen Gamla testamentet används i nutida uppslagsverk och i vetenskapliga sammanhang är det inte någon nedvärdering av den judiska religionen som något förlegat, gammalt i negativ bemärkelse eller som bara ett förstadium till kristendomen. I den här artikeln används termen Gamla testamentet på traditionellt sätt för att inte förvirra med andra termer när det finns ett vedertaget begrepp för det som artikeln handlar om.

## Innehåll
Gamla testamentet inleds med en skildring av skapandet av himmel och jord samt av två människor, en man och en kvinna. Andra texter från Bibelns första bok är de som bland annat handlar om syndafallet, de första människorna, syndafloden, Babels torn och patriarkerna. Den andra bokens texter handlar om Mose och Israels folks uttåg ur Egypten. Samuelsböckerna, Kungaböckerna och Krönikeböckerna med flera berättar sedan om israeliternas vidare öden. I Gamla testamentet finns även lagböcker, profetiska och poetiska böcker. Skildringarna har karaktären av gudomliga budskap till folket och dess ledare fram till den så kallade mackabéertiden, det vill säga omkring 165 f.Kr.

### Kända berättelser

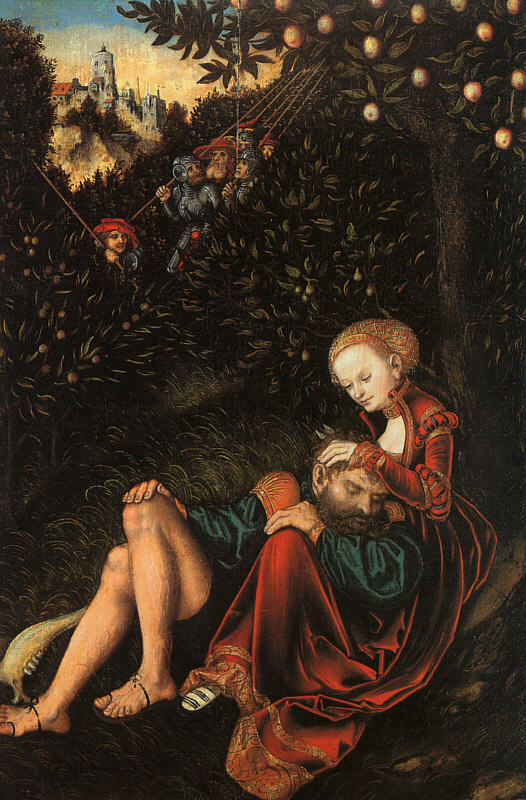
Delila klipper av Simsons hår.
Målning av Lucas Cranach d.ä.

Vid sidan om det religiösa budskapet har bibeltexternas enskilda berättelser spelat en utomordentligt viktig roll i den västerländska kulturen. Deras symboliska universum har levererat incitament och material till litteratur, konst, politiskt tänkande, och har inspirerat många kompositörer, konstnärer och författare. Texterna har påverkat västvärldens sätt att tänka och har format dess samhälle, kultur och tradition oavsett om man är troende eller inte. Här finns spännande episoder, fantasieggande skildringar, poesi och intressanta människoöden som har lästs och kommenterats mest i världshistorien och som har berättats muntligt i många hundra år. I Sverige användes Bibeln som läsebok ända in på 1900-talet.
Härnedan följer hänvisningar till några av de mest kända av Gamla testamentets berättelser.
| - Jordens skapelse, Adam och Eva, Första Mosebok 1–2 - Syndafallet, Första Mosebok 3 - Kain och Abel, Första Mosebok 4 - Syndafloden och Noas ark, Första Mosebok 8 - Babels torn, Första Mosebok 11 - Sodom och Gomorra, Första Mosebok 18:16f - Abraham offrar Isak, Första Mosebok 22 - Den brinnande busken, Andra Mosebok 3 - De tio budorden, Andra Mosebok 20 | - Josua vid Jerikos murar, Josua 6 - Simson och Delila, Domarboken 16 - David och Goliat, Första Samuelsboken 17 - Salomos dom, Första Kungaboken 3 - Elias himmelsfärd, Andra Kungaboken 2 - Jobs prövningar, Job 1–2 - De tre männen i den brinnande ugnen, Daniel 3 - Daniel i lejongropen, Daniel 6 - Jona och valfisken, Jona 1-2 |

## Tillkomsthistoria

### Skrifternas ålder
Gamla testamentet är ingen enhetlig, sammanhängande bok utan en samling enskilda skrifter. Skrifterna har bevarats genom både muntlig tradition och genom att texten kopierades gång efter gång, till en början, först endast i form av bokrullar. Något original finns inte. De flesta anser att nedtecknandet har ägt rum i flera olika versioner under tiden från cirka mitten av första årtusendet och fram till cirka år 160 f.Kr. De muntliga traditionerna berättar om judiska folkets öden från tiden före bosättningen i Kanaans land och till återkomsten från babyloniska fångenskapen. Enligt judisk tradition inleds kanon, (Tanakh) med de fem Moseböckerna, i judisk tradition kallad Lagen (Torah). I denna samling finns berättelser, lagar och urkunder av olika slag. Sedan kommer i den judiska kanon Profeterna (Nevi'im), som är traditioner om och av heliga män (profeter) från olika tider. Den sista samlingen, Skrifterna (Kethuvim), slutligen innehåller poesi och vishetsdiktning. Denna ordningsföljd anses återspegla den turordning i vilken skrifterna fick sin fasta form och började betraktas som heliga skrifter. Lagen eller de fem Moseböckerna (grek Pentateuken), tillhör alltså den samling skrifter som man först började betrakta som en helig skrift. Att en skriftsamling började betraktas som helig skrift vid en viss tidpunkt betyder inte att innehållet inte skulle vara äldre. Tvärtom anses det att en del psalmer i Psaltaren, som tillhör Skrifterna kan vara från 900-talet. Det betyder inte heller att skrifterna inte genomgått medveten eller omedveten förändring. En tydlig sådan bearbetning är den så kallade deuteronomiska historieskrivningen.

## De båda förbunden
Den kristna beteckningen "Gamla testamentet" anknyter till tanken på människans relation till det gudomliga som ett förbund mellan två parter.
Ordet "Testamente" kommer från det latinska ordet testamentum, som betyder "förbund". 
Gamla testamentet (GT) är en förkortning av "Gamla förbundets skrifter". Beteckningen Gamla testamentet kunde börja användas först sedan "Nya förbundets skrifter", förkortat Nya testamentet (NT) blivit en skriftsamling. Den kristna kyrkan betraktade alltså sina egna skrifter som heliga samtidigt som man betraktade de judiska heliga skrifterna som heliga.
Inom kristendomen ses inte Nya testamentet (NT) bara som ytterligare några skrifter till de tidigare. De egna skrifterna i NT ses som annorlunda. De kastar nytt ljus av de tidigare skrifterna. Den kristna kyrkan hade fått en ny syn på Gamla testamentet. I Gamla testamentet såg man Jesus Kristus på ett föregripande sätt.
Ända in i modern tid kom sedan det av den kristna kulturen dominerade västerlandet att ha en negativ syn på den judiska förståelsen av Gamla testamentet. Sedan slutet av 1900-talet finns ett något öppnare klimat där kristna inte längre ser den judiska tolkningen som något förlegat eller bara som ett förstadium till kristendomen utan man försöker se hur den judiska tolkningen kan passa in i den kristna livsförståelsen. Från judiskt håll söker man på motsvarande sätt att förstå på vilket sätt Jesus passar in den judiska förståelsen av de heliga skrifterna (Tanakh).

## Förändrade språkförhållanden
Skrifterna i Gamla testamentet är från början skrivna på hebreiska. Undantag är korta avsnitt i Esras bok, Jeremias bok och Daniels bok (Esra 4:8–6:18, 7:12–26, Jeremia 10:11, Daniel 2:4–7:28), som är skrivna på arameiska, ett språk som är besläktat med hebreiskan. Tidigare ansågs att hebreiskan på 200-talet f.Kr. inte längre var ett talat språk. Textfynden i Qumran har visat att hebreiskan kanske levde vidare vid sidan av arameiskan. I den hellenistiska kulturen som då var den dominerande kulturen i området kring östra delen av Medelhavet talades grekiska. Behovet av att kunna förstå de hebreiska skrifterna bland andra än dem som förstod hebreiska gjorde att man översatte den hebreiska texten till grekiska. Bland de arameisktalande utbildade sig en tradition att lite fritt berätta texten. Dessa berättelser nedtecknades och kallas targumer. Bland de judar som bodde i Alexandria i Egypten kom den mest betydelsefulla grekiska översättningen Septuaginta att bli deras bibel. Det var främst Lagen (grekiska: Pentateuken), men även andra skrifter som samlades och kopierades i bokrullar. 
Denna grekiska översättning blev den översättning som de första kristna använde sig av. I den grekiska översättningen samlades skrifterna i en annan ordning när det blev möjligt på 300-talet att framställa en samlad skrift i bokform, en så kallad codex. Man placerade dem i en sorts tänkt tidsordning. Först satte man Lagen, sen de skrifter som behandlade historien och sist satte man de skrifter som var framåtblickande (profeterna). Däremellan satte man in det som i den judiska kanon kallas "Skrifterna". Inom de Östligt ortodoxa kyrkorna använder man fortfarande översättningar som grundar sig på Septuaginta. 
Septuagintas ordning mellan skrifterna följde sedan Hieronymus när han omkring år 400 e.Kr. skapade den latinska översättningen (Vulgata). De officiella svenska översättningarna har också denna ordningsföljd mellan skrifterna. Bland de judiska skriftlärde höll man sig till den hebreiska texten och den ordningsföljd skrifterna har i Tanakh.

## Forskningens syn på textens framväxt
Den process som ledde fram till att Gamla testamentet blev Gamla testamentet, är ytterst svår att följa i detalj och många teorier har framställts. Man brukar urskilja tre olika sätt att angripa denna fråga: den litterärkritiska ansatsen, den formhistoriska ansatsen och den traditionshistoriska ansatsen. Den litterärkritiska ansatsen utvecklades på 1800-talet till en särskild riktning kallad den litterärkritiska skolan med namn som Julius Wellhausen. Han och hans efterföljare har identifierat olika litterära källor som grund för skrifterna i syfte att komma åt den ursprungliga "författarens text". Denna litterärkritiska skola har kritiserats för att ha en alltför modern syn på den antika författarrollen. Profeterna var inga som satt och skrev, menar kritikerna. Litterärkritikernas syn på vad som är äkta och senare tillskott i t.ex. profetskrifterna har mött stark kritik. Ett bestående resultat är dock identifieringen av två bearbetningar som P-kretsen (präst-kretsen) och D-kretsen (Deuteronomisten) gjort av de bibliska traditionerna. Dessa kretsar var lärda män, som fortlöpande kommenterade traditionerna och på så vis gav sina värderingar av materialet utifrån sin teologiska syn.
Den formhistoriska ansatsens förgrundsgestalt är Hermann Gunkel. Han menar att det finns ett samband mellan den form som en text har och hur texten kommit till. Utifrån denna iakttagelse gjorde Hermann Gunkel en klassificering av de formelement som han såg i texterna. Formhistorikernas avsikt var att sedan försöka identifiera formelementens ursprung. Ett exempel är att formhistorikerna framförde att Psaltarens psalmer skulle ses ur ett kultiskt sammanhang, vilket de kunde visa utifrån de formelement de identifierade. Detta har haft stor betydelse för förståelsen av psaltarpsalmernas ursprung och deras uttolkning. Kritiken har ofta gällt att man för mycket sett till de olika formerna och haft en överdriven tro på att komma fram till säkra resultat när det gäller hur skillnaderna i form skall tolkas. Ett bestående resultat är dock att de betonade språkets formbundenhet i motsats till litterärkritikernas betonande av enskilda skrivares, redaktörers med fleras insatser. Försöken att placera in formerna i historiska sammanhang måste göras med större försiktighet än vad som gjordes i början när metoden var ny, anser senare kritiker.
En annan ansats är den traditionshistoriska ansatsen med namn som Gerhard von Rad. Han har främst betonat det muntliga förstadiet till skrifterna. Ordet Traditionshistoria är inte ett entydigt begrepp. Det används som beteckningen på en vetenskaplig metod men också som beteckning på en viss riktning med denna ansats. Begreppet traditionshistoria används inom denna riktning om undersökningar på vilket sätt de olika traditionsbärarna satt sin prägel på de traditioner de förmedlar. Med traditionshistoria avser man vanligen vad som hänt innan den slutliga texten blev fixerad i dess nuvarande form. De enskilda skrifterna har alla sin speciella tillkomsthistoria. Det behandlas i separata artiklar.

## Olika litterära genrer
Gamla testamentets skrifter uppvisar en mängd olika genrer. En sådan är berättelsen. En berättelse kan handla om en händelse, eller vara en fabel, en gåta, en släkthistoria och så vidare. Berättelserna i Gamla testamentet återges ofta i flera olika versioner, ibland är uppgifterna i berättelserna motstridiga. Till exempel upprepas det som står i Kungaböckerna delvis i Krönikeböckerna. Berättelserna påminner inte sällan om de omgivande kulturernas berättelser, så till exempel kan man se tydliga likheter mellan Enuma Elish och berättelsen om skapelsen i Gamla testamentet. Berättelserna bär även tydliga spår av att ha blivit kommenterade innan de skrevs ned. De anonyma personerna bakom detta kommenterande har haft speciella syften. Ett sådant är exempelvis den som kallas P och som bland annat påverkat texten i Moseböckerna. Namnet P kommer av att man tyckt sig finna att bearbetningen skett i prästerlig riktning. En annan sådan osynlig hand brukar kallas D eller Deuteronomisten. Dess påverkan på texten har främst gällt att folket syndat och avfallit från tron på Gud. Som ett resultat av detta avfall bestraffas folket av den gudomliga vreden. Profeternas förkunnelse om bestraffningen och löftet om en kommande befrielse från straffet anses påverkad av denna syn på förhållandet mellan Gud och folket.
En annan genre är poesin. Den finns främst i Psaltaren, men finns också utspridd i många andra skrifter. Några sådana exempel är uttågssången i 2 Mosebok 15, Deborasången i Domarboken 5, Nahum kap 3. Någon skarp gräns finns inte mellan berättande text och poesi. Utmärkande för poesin är dock att uttryckssättet är mer kortfattat och att den ofta präglas av parvisa utsagor, den så kallade parallellismen.
En ytterligare genre är vishetslitteraturen. Det utmärkande för denna genre är att den ger uttryck åt inställningar till livet i sentensform. Predikaren innehåller just sådant material. Till denna genre räknas också Jobs bok med dess frågeställning om hur det kan finnas en gudomlig rättvisa när den rättfärdige drabbas av olyckor.
En annan betydelsefull genre är profetlitteraturen. Det speciella med denna litteratur är att profetens ord blandas med berättelser om profetens liv. Det profeterna framför är vad "Herren säger …". Det är dels en dom över mycket i det förgångna men också löften för framtiden för ett folk som är hårt drabbat av olyckor. Profetlitteraturen ger en uttydning av den aktuella situationen sett ur framtidens perspektiv.

## Historia, myt och rit
I det berättande materialet i Gamla testamentet skildras hur Israels folk blir ett folk, hur det invandrar i Kanaans land och dess storhetstid under kung David, den babyloniska fångenskapen och återvändandet. Detta skeende har varit föremål för mycket olika bedömning. Orsaken till detta är att utomstående källor endast i undantagsfall har uppgifter som kan bekräfta historiciteten i det som berättas. Det finns hela skalan av värderingar från att allt är historiskt riktigt till att det mesta är uppdiktat utan förankring i något historiskt skeende. En orsak till den skilda bedömningen är att berättaren inte primärt är intresserad av att få fram det historiska skeendet i sig, så som modern historieforskning tar sig an historien med källkritik med mera. Vad berättaren är intresserad av är att föra vidare traditioner som berättaren har tillgång till och att ge dem en religiös tolkning. En annan orsak är naturligtvis att det rör sig om ett litet ganska obetydligt folk. Det är alltså en tendensiös berättelse med avsikt att visa på folkets rötter tillbaka i tiden och att ge folket en plats i historien samtidigt som berättandet ger en vägledning för folkets tro och liv. 
Berättelserna är sedda ur ett mytologiskt perspektiv, det vill säga som ett gudomligt tilltal med ett existentiellt innehåll. Även av nutida läsare betraktas de bibliska berättelserna som meningsskapande och som ett gudomligt tilltal. Berättelsen om uttåget ur Egypten i Andra Mosebok har t.ex. använts av medborgarrättsrörelsen i USA på 1900-talet som något som gett hopp i kampen för frihet och mänskliga rättigheter. Många av personerna i Gamla testamentet behandlas även i skrifter i andra religiösa traditioner t.ex. i Koranen. 
I Koranen framställs personerna på ett något annat sätt i enlighet med dess religiösa tradition. Ett exempel är att Koranen berättar om hur Abraham gör uppror mot sin far, därför att fadern är en som dyrkar flera gudar. I Koranen för Abraham även samtal med andra personer om sin tro på en gud. Inget av detta finns i Gamla testamentet. Liknande olikheter föreligger även när det gäller andra religiösa riktningars behandling av det gammaltestamentliga materialet.
I de gammaltestamentliga texterna aktualiseras en mängd olika teman. Någon systematisk framställning, så kallad teologi, finns inte utan i stället finns ett flertal olika synsätt, som existerar sida vid sida utan problem. Detta har gett upphov till skilda tolkningar och framställningar senare. Där finns allt från att Gamla testamentet innehåller "rena sagor" som enbart har ett historiskt intresse som illustration till äldre tiders världsbilder, antropologi och föreställningar till de som menar att Gamla testamentet skall bokstavligt ses som Guds ord och där vetenskapen kommit fram till något annat så har vetenskapen ännu inte kommit fram till den sanning som Bibeln innehåller. De flesta bedömningar av Gamla testamentet hamnar någonstans mitt emellan dessa ytterpoler. Ofrånkomligt är att berättelserna har gett upphov till ett stort antal konstnärliga verk och under lång tid varit en väsentlig del av människors tankevärld, vare sig det varit inom någon speciell religiös riktning eller inte. 
Under hela 1900-talet har Gamla testamentets text varit föremål för en intensiv forskning där man jämfört texterna med det material som kommit fram genom de arkeologiska utgrävningarna som samtidigt gjorts i Främre Orienten. Resultatet av dessa forskningar har visat på att det finns stora likheter med texter från det arkeologiska materialet. Intresset har riktat sig bland annat mot vilken sorts texter som Gamla testamentet innehåller. Det arkeologiska materialet har framför allt riktat uppmärksamheten mot frågan om ritens och mytens betydelse för förståelsen av Gamla testamentet. Till exempel. när det gäller det som ytligt sett ser ur som historiska skildringar, så visar texter från babyloniska, sumeriska och texter från den antika staden Ugarit på att texterna i vissa fall haft en roll i kulten, som ritualtexter eller myter berättade i ett sådant sammanhang. Att ensidigt ställa frågan om fakticiteten bakom en sådan skildring gör inte texten rättvisa. Många exempel kan ges. Risken för att missförstå texterna har minskat genom de paralleller som man funnit i andra kulturers texter i området. Även om en modern bibelläsare kanske värjer sig mot tanken på att texterna kan vara ritualtexter så har det påpekats att en sådan syn inte är mindre trovärdig än att ta allt som historiska fakta. Myten kan betraktas som en tolkning í en historisk dräkt av det rituella handlandet som deltagarna i riten är med om. 
Om det rituella handlandet under olika tider i det antika Israel är mycket litet känt utom det som gäller offren i templet. Många förutsätter att man firat en nyårsfest som skulle ha inletts på hösten och som skulle vara en förnyelsefest, då kungen spelat en avgörande roll. Kanske har det varit en förbundsförnyelsefest av något slag eller liknande. Detta har jämförelserna med kringliggande kulturer visat. Eftersom texterna varit föremål för bearbetning i många steg kan inget säkert sägas lika lite som man kan säga vad som är historia i vår mening. Några viktiga texter med funktionen av att vara religiösa myter är till exempel skapelseberättelsen i 1 Mos, berättelsen om uttåget ur Egypten, Mose med lagens tavlor på Sinai berg, med flera.

## Texternas uttolkning
Sedan Gamla testamentet blivit en etablerad text, så bevarades den noggrant av masoreterna, som också på 500-talet satte in vokaler och betoningstecken i den ursprungliga rena konsonanttexten. Den kristna kyrkan använde sig tidigt av den grekiska översättningen och senare i västerlandet av den latinska (omkring 400-talet) i stället för den hebreiska texten.
Texterna har fortlöpande varit föremål för uttolkning. Både judisk, kristen och annan uttolkning har gjorts av texten. Uttolkning har skett utifrån olika tolkningstraditioner, t.ex. allegorisk, typologisk och så vidare och med olika bibelsyn. I modern tid betonas ofta att den enskilde läsaren så som han/hon läser texten i sin tid har rätt. Denna fråga behandlas inom hermeneutiken.
Alla översättningar är samtidigt tolkningar. Någon neutral tolkning går inte att åstadkomma. Även om översättaren uttryckligen betonar att översättningen är gjord från grundtexten, så är den en tolkning gjord utifrån en viss utgångspunkt. Ofta är det en trosgemenskap som vill ha sin egen översättning för att då samtidigt ha trosgemenskapens tolkning. Detta skedde redan när Gamla testamentet första gången översattes till grekiska och andra tidiga översättningar. Man var tvungen att hitta ord och uttryck i det egna språket som så gott det gick motsvarade de hebreiska orden och uttrycken. 
Översättningarna har samtidigt ofta funktionen av att hålla samman en viss trosriktning. Septuaginta tenderade att bli de kristnas bibel, därför gjordes tidigt försök att skapa en judisk översättning för grekisktalande judar av t.ex. Symmachus och Theodotion. Även senare översättningar till olika folkspråk och moderna översättningar har fungerat så, till exempel King James Version, Nova Vulgata, Nya världens översättning och 1917 års översättning. Målsättningen med Bibel 2000 var att skapa det svenska språkområdets översättning. Uppgiften för dem som översatte Bibel 2000 var att överföra texten till vår tids svenska språkbruk, det vill säga man skulle undvika specialtermer, så kallade hebraismer, som är vanliga i 1917 års översättning. 1917 års översättning hade i stället som mål att skapa en text som så nära som möjligt följde den hebreiska texten. Bibel 2000 begriplighet har skett till priset av att de hebreiska formuleringarna i många fall har måst överges.

## Handskrifter och tryckta texter
I början när den Hebreiska Bibeln skrevs ner, så skedde det i handskrifter av bokrullsformat, där sida fogades till sida i en lång rulle. Bokrullarna ersattes några hundra år e.Kr. av ett format som kunde innehålla en mängd skrifter, kallat codex och som liknar nutida böcker. Bokrullarna kunde av praktiska skäl inte innehåll för mycket utan att bli ohanterliga t.ex. kunde inte alla fem Moseböckerna få plats i en bokrulle, även om de uppfattades som en skrift. Rullen hade en hållare i varje ände och när man läste rullade man fram texten från den vänstra hållaren till den högra. Vanligen innehöll en bokrulle därför endast en eller ett fåtal skrifter. Bokrullarna ersattes under de första århundradena e.Kr. tideräkning av det så kallade codex-formatet. Fördelen med en codex är att den kan innehålla många fler böcker och därmed också ge upplysning om ordningsföljden mellan skrifterna.
När handskrifter blev utslitna på grund av flitigt bruk så kopierades de noggrant av judiska skriftlärda. Gamla hebreiska handskrifter har bevarats även i så kallade genizoter. I genizan i Kairo påträffades på 1800-talet den handskrift som idag utgör grunden för mycket av det vetenskapliga arbetet med den hebreiska texten. Den kallas Codex Leningradensis daterad till år 1008 e.Kr. och är den äldsta bevarade fullständiga texten till Gamla testamentet. Den finns på British Museum i London.
Innan denna text blev känd fanns en utgåva den hebreiska texten, den så kallade Textus Receptus, tryckt i en första utgåva 1525, som grundade sig på en sammanställning av för boktryckaren på 1500-talet tillgängliga handskrifter, alla av yngre datum än Codex Leningradensis. När det blev möjligt att trycka den hebreiska texten som tidigare endast funnits i handskrifter, så gjordes flera försök att få till en så korrekt text som möjligt, men eftersom handskrifterna skilde sig åt, blev det från början inte klart vilka handskrifterna man skulle rätta sig efter och hur man skulle göra med varianterna. Först genom utgivningen av Biblia Hebraica har detta problem lösts. Det finns en handskrift som är något äldre än Codex Leningradensis, den så kallade Aleppo-handskriften från år 985 e.Kr. som är föremål för bearbetning. Den har stora likheter med Codex Leningradensis men är inte fullständig. Det pågår en ständig jämförelse mellan olika handskrifter. Den senaste textutgåvan, som ännu ej är komplett kallas Biblia Hebraica Quinta.
När den hebreiska texten skall fastställas finns några cirka 500 år äldre handskrifter med en översättning till grekiska av Gamla testamentet (tillsammans med Nya testamentet) i till exempel Codex Vaticanus (större delen av Gamla testamentet), Codex Sinaiticus (andra hälften av Gamla testamentet) och Codex Alexandrinus (större delen av Gamla testamentet). Dessutom den latinska översättningen Vulgata.
Den hebreiska som finns i Codex Leningradensis är den masoretiska texten (MT) och är den text som blev den nästan allenarådande redan under det första århundradet e.Kr. Denna texttyp var i början av tiden e.Kr. inte den enda utan det fanns gott om olika texttyper, vilket fynden från Qumran har visat. Där fanns en texttyp som är lite annorlunda och som verkar ha legat till grund för grekiska översättningen. Med texttyp menas inte en viss skriftrulle utan den sorts text som kopierades gång på gång. Kring första tiden e.Kr. fanns det flera sådana texttyper.